# King Jack (film)
King Jack is een Amerikaanse film uit 2015, geschreven en geregisseerd door Felix Thompson in zijn regiedebuut.

## Verhaal
De vijftienjarige Jack, die al vecht tegen een pestkop, moet voor zijn jonge neef Ben zorgen, die een weekend bij hem intrekt.

## Rolverdeling
| Acteur           | Personage |
| ---------------- | --------- |
| Charlie Plummer  | Jack      |
| Cory Nichols     | Ben       |
| Christian Madsen | Tom       |
| Daniel Flaherty  | Shane     |
| Erin Davie       | Karen     |
| Chloe Levine     | Holly     |

## Release
De film ging in première op 17 april 2015 op het Tribeca Film Festival. De film verscheen op 26 februari 2016 in het Verenigd Koninkrijk en 10 juni 2016 in de Verenigde Staten.

## Ontvangst
De film ontving over het algemeen gunstige recensies van critici. Op Rotten Tomatoes heeft King Jack een waarde van 94% en een gemiddelde score van 7,10/10, gebaseerd op 35 recensies. Op Metacritic heeft de film een gemiddelde score van 72/100, gebaseerd op 17 recensies.
In de Los Angeles Times zei Michael Rechtsaffen dat "dankzij een sterk gewortelde hoofdrol van Charlie Plummer als een 15-jarige jongen uit een klein stadje die goed op weg is naar een periode in de jeugdgevangenis", "King Jack" nog steeds toeslaat een resonerend akkoord." Op IndieWire zei David Ehrlich dat "de eerste film van schrijver-regisseur Felix Thompson een gevoelig en zelfbewust debuut is dat 76 minuten duurt en er geen één verspilt."

## Prijzen en nominaties
| Jaar | Prijs                                 | Categorie                                  | Genomineerde(n) | Uitslag     |
| ---- | ------------------------------------- | ------------------------------------------ | --------------- | ----------- |
| 2015 | Tribeca Film Festival                 | Publieksprijs (verhaal)                    | Felix Thompson  | Gewonnen    |
| 2016 | Americana Film Fest                   | Tops                                       | Felix Thompson  | Genomineerd |
| 2016 | Cleveland International Film Festival | Beste Amerikaanse onafhankelijke speelfilm | Felix Thompson  | Genomineerd |
| 2016 | Film Independent Spirit Award         | Someone to Watch Award                     | Felix Thompson  | Gewonnen    |